# 2. Sinfonie (Bruckner)
Die Symphonie Nr. 2 c-Moll (WAB 102) ist ein Werk von Anton Bruckner.

## Entstehung
Im Oktober 1868 siedelte Bruckner nach Wien über, um sein Amt am Konservatorium (Professor für Harmonielehre und Kontrapunkt) als Nachfolger des berühmten Simon Sechter anzutreten. In dieser Zeit reiste er auch nach England und Frankreich, um als Orgelvirtuose aufzutreten, was ihm großen Erfolg einbrachte. Mehr als zwei Jahre nach der Vollendung der kurze Zeit später annullierten Symphonie d-Moll begann er im Oktober 1871 mit der Komposition seiner Zweiten Symphonie, die in den ersten Stimmsätzen noch mit „Symphonie No. 3“ überschrieben war. Den ersten Satz vollendete Bruckner – mutmaßlich nach einer längeren Unterbrechung der Arbeit – im Juli 1872 und komponierte die folgenden Sätze in der Reihenfolge Scherzo -- Adagio -- Finale. Im Juni 1872 hatte Bruckners f-Moll-Messe eine erfolgreiche Uraufführung erlebt; sie ist durch mehrere Zitate in der Zweiten Symphonie präsent. Bruckner vollendete die Symphonie im September 1872 während seines Sommeraufenthalts in St. Florian.
Im Oktober 1872 fand eine Probe der neuen Symphonie mit den Wiener Philharmonikern unter Otto Dessoff statt, stieß aber auf ein geteiltes Echo. Eine Aufführung wurde schließlich abgelehnt, vermutlich aufgrund der vehementen Ablehnung Dessoffs. Am 26. Oktober 1873, zum Abschluss der Wiener Weltausstellung und dank der Vermittlung und der finanziellen Hilfe einiger Gönner – so der Parlamentarier August Göllerich, Vater des Bruckner-Biographen August Göllerich, und Fürst Johann Liechtenstein II. – spielten die Wiener Philharmoniker unter Bruckners Leitung dann doch die Uraufführung der Zweiten Symphonie. Das Werk stieß beim Publikum und bei den Musikern auf äußerst positive Resonanz. Die Presse urteilte gespalten, wobei selbst Eduard Hanslick auch lobende Worte fand. Am 20. Februar 1876 kam es zu einer zweiten Aufführung durch die Wiener Philharmoniker, erneut unter Bruckners Leitung.
Die Zweite Symphonie wurde 1884 Franz Liszt zur Widmung angeboten. Dieser vergaß die Partitur jedoch und die Widmung wurde nicht gedruckt, zuvor hatten auch die Wiener Philharmoniker als Widmungsträger abgelehnt. Damit ist diese Symphonie die einzige Bruckners, die ohne Widmung blieb.

## Revisionen und Fassungen
Schon während des Kompositionsprozesses nahm Bruckner wichtige Änderungen an der Symphonie vor. Noch vor der Probe im Oktober 1872 unter Dessoff wurde die Reihenfolge der Mittelsätze vertauscht, sodass sich die traditionelle Abfolge: Kopfsatz – Adagio – Scherzo – Finale ergab. Der langsame Satz wurde um einen umfangreichen fünften Abschnitt vor der Coda mit Sextolen in den ersten Violinen ergänzt. Vor der Uraufführung 1873 wurden weitere Revisionen vorgenommen: Der fünfte Abschnitt des Adagios erhielt ein ausgedehntes Violin-Solo und das Horn-Solo am Schluss wurde wohl aus spieltechnischen Gründen in die Klarinette und Bratschen verlegt. Außerdem wurde ein harmonisch gewagter Abschnitt in der Durchführung des Finales gekürzt und durch einen mit „Neuer Satz“ bezeichneten Abschnitt ersetzt. Am Schluss des Finales wurde das zweite Crescendo gestrichen, sodass die Fortissimo-Schlusstakte unmittelbar an das leise Zitat früherer Themen anschlossen. Für die letzten Takte, deren Hauptmotiv nur in den tiefen Streichern lag, was Assoziationen an ein Orgelpedal-Solo weckte, wurde eine vierte Posaune hinzugefügt.
Für die zweite Aufführung 1876 wurden weitere Änderungen vorgenommen: Das Ende des ersten Satzes wurde um ein Crescendo gekürzt, parallel wurde erneut der Schluss des Finales modifiziert: Das zweite Crescendo wurde wieder eingefügt, das erste jedoch einschließlich der Themenzitate gestrichen. Die vierte Posaune am Ende wurde aufgegeben; stattdessen wurde das Motiv in alle Streicher gelegt.
Im Rahmen der umfangreichen Revisionsprozesse der Jahre 1876/77 wurde auch die Zweite Symphonie erneut überarbeitet und deren Satztitel abgeändert. Im langsamen Satz wurde eine umfangreiche Passage im zweiten Abschnitt entfernt, außerdem wurde das Violin-Solo fallengelassen und der Bläsersatz des letzten Abschnitts weiter ausgearbeitet. Der „Neue Satz“ im Finale wurde durch eine noch kürzere Passage ersetzt. Einzelne Formabschnitte vor allem im Finale wurden gekürzt oder ganz gestrichen.
Auch für den Erstdruck der Zweiten Symphonie, der 1892 unter Mitarbeit von Bruckners Schüler Cyrill Hynais erschien, wurden von Bruckner geringfügige Änderungen vorgenommen, die vor allem Instrumentation, Dynamik und Artikulationsanweisungen betrafen. Im Finale wurde mit Vi-de ein großer Strich vorgeschlagen, der fast die gesamte Reprise umfasst. Die Schlüsse der Ecksätze wurden leicht erweitert bzw. mit Stimmen ergänzt. Einzelne Anweisungen wie das Pianissimo zu Beginn der Schlusstakte im Kopfsatz stammen mit großer Sicherheit von Hynais.
1938 erschien im Rahmen der ersten Bruckner-Gesamtausgabe die Edition der Zweiten Symphonie, ediert von Robert Haas. Dieser vertrat die Ansicht, der Erstdruck – die bis dahin einzige verfügbare Ausgabe – enthalte in großem Maße Kürzungen und Änderungen, die nicht von Bruckner stammten oder ihm von Ratgebern wie Johann Herbeck gegen seinen Willen aufgedrängt worden seien. Er legte seiner Ausgabe im Grundsatz die letzte Fassung von 1877 zugrunde, griff aber an vielen Stellen auf die erste Fassung zurück und machte die Striche rückgängig, indem er sie mit Vi-de-Zeichen abdruckte. Haas fügte der großen Dirigierpartitur einen umfangreichen und sehr sorgfältig gestalteten «Vorlagenbericht» bei, in dem er die von Bruckner ursprünglich komponierten Takte abdruckte und auch die alternativen Satzschlüsse des ersten und zweiten Satzes. Während er die Entwürfe in der für Bruckner typischen Nomenklatur beließ – italienische Instrumentennamen und die Pauke unterhalb der Trompeten –, wurden die alternativen Satzschlüsse im gleichen Layout wie die übrige Partitur gestochen. So konnte Leopold Nowak diese später für seine Ausgabe verwenden. Das Orchestermaterial enthält aber nur die von Haas favorisierte Lösung der ersten Fassung – mit dem schönen Hornsolo des zweiten Satzes. Auch fehlen beim zweiten Hornpaar – durchwegs in Es notiert – die Tonartvorzeichnungen an den komplizierten Stellen des zweiten Satzes, der teilweise in H-Dur steht. Er kam so als Praktiker den Hornisten entgegen, die zwar Horn in F mit Tonartvorzeichnung problemlos spielen, aber ungern komplizierte Tonarten in der Es-Notation transponieren.
Dieses Prinzip der Mischfassung wurde von Haas’ Nachfolger als Leiter der Gesamtausgabe, Leopold Nowak, heftig kritisiert. Seine Version der Zweiten Symphonie, die 1965 erschien, kehrte an den betreffenden Stellen wieder zur letzten Fassung zurück, druckte die Vi-de-Striche jedoch weiterhin ab, sodass die Unterschiede insgesamt sehr gering ausfallen.
Erst William Carragan trug mit seinen beiden Ausgaben für die Gesamtausgabe den Quellen Rechnung und unterschied zwischen der ersten Fassung von 1872 (erschienen 2005) und der Fassung von 1877 (erschienen 2007). Er entschied sich folglich dagegen, die Versionen der beiden von Bruckner geleiteten Aufführungen von 1873 und 1876 herauszugeben, und erstellte mit seiner Fassung 1872 eine imaginäre „Urfassung“, bei der er unter anderem die Sätze in der Reihenfolge anordnete, in der sie komponiert, aber niemals aufgeführt wurden. Seine Fassung 1877 greift in vielen Einzelheiten auf Angaben des Erstdrucks von 1892 zurück, behält jedoch die Jahreszahlung 1877 bei, auf die sich schon Haas und Nowak bezogen hatten.

## Werkdaten
- Orchesterbesetzung: 2 Flöten, 2 Oboen, 2 Klarinetten, 2 Fagotte, 4 Hörner, 2 Trompeten, 3 Posaunen, Pauken, Streicher
- Aufführungsdauer Fassung 1872: ca. 65 Min.
- Aufführungsdauer Fassung 1877: ca. 50 Min.

## Werk

### 1. Satz: Moderato

#### Hauptthema
Als erste Bruckner-Sinfonie beginnt die Zweite mit einem Tremolo – allerdings gemessen in Sextolen. Ein elegisches Hauptthema umspielt zunächst in den Celli chromatisch den Dominant-Ton. Auf 24 Takte ausgelegt entfaltet es sich räumlich und harmonisch. Zum ersten Mal begegnet hier die für Bruckner typische Themenstruktur: Werkstückartige, in sich begrenzte Zeilen bilden durch Übernahme von Elementen von einer in die nächste Zeile eine Kette. Nach Steigerung durch rhythmische Beschleunigung wird ein Höhepunkt erreicht mit einem Fanfarenmotiv in der Trompete, das rhythmisch markant auf dem Grundton C verharrt und in Folge für die Ecksätze eine bedeutende Rolle spielen wird. Ein zweiter Themenvortrag führt erneut in einen Höhepunkt mit Fanfaren diesmal im ganzen Orchester. Nach Beruhigung tritt eine Spannung schaffende Generalpause ein, ein Stilmittel, das in der Sinfonie noch öfter eingesetzt wird, weshalb sie den Spitznamen „Pausensinfonie“ erhielt.

#### Gesangsperiode
Nach dem „Verebben“ auf der Dominante der Grundtonart setzt das zweite Thema in mediantischer Rückung in Es-Dur ein. Bruckner nannte die zweiten Gruppen „Gesangsperiode[n]“, eine Bezeichnung, die im vorliegenden Fall „wahrhaft“ zutrifft. Trotz strenger metrischer Quadratur aus Zweitaktgruppen strömt die Bewegung in „großatmige[m] melodische[m] Bogen“, wobei in der bald einsetzenden Variante die von Dreiklangsbrechungen umrankte Cello-Melodie mit den ersten Violinen dialogisiert. Ein „kleine[r] innere[r] Höhepunkt“ wird erreicht.

#### Drittes Thema
Leise schließt das dritte Thema mit zwei übereinandergelegten Unisoni an. Am Schluss der Exposition bringt eine Holzbläserkantilene eine „Wagner-Allusion“, verweisend auf das „... hehr Vergehen“ im Liebesduett im 2. Akt von Tristan und Isolde. „Statt auf eine Schlußbildung hinzusteuern, wird die Musik gleichsam in Trance versetzt.“

#### Durchführung
Nach einer Generalpause setzt die Durchführung ein. Das Hauptthema wird auch in Umkehrung exponiert. Auf dem Höhepunkt des ersten Durchführungsteiles führen die Signale des Fanfarenmotivs in die zweite Steigerung, die nach Verarbeitung des Unisono-Themas ebenfalls in die Fanfare mündet. Auf den Spannungsabbau folgt wieder eine Generalpause, wobei die Energie der „Wellen“ Bruckners über solche klanglichen Unterbrechungen fortwirkt.

#### Reprise und Coda
Die Reprise verläuft „regelgerecht“, aber mit einer Fülle von Kontrapunkten und Gegenstimmen, und leitet in eine „großräumig und klangvoll angelegte Coda“. Für den mächtigsten Höhepunkt des Satzes bedarf es zweier Anläufe. In der „Klangmasse“ des Satzschlusses erreicht die erneut einsetzende Fanfare „gleichsam ihr Ziel“. Die „enorme Weite“, die durch die Dimensionen des Kopfsatzes erahnbar wurde, wird nach den Binnensätzen erst das Finale einlösen können.

### 2. Satz: Andante. Feierlich, etwas bewegt
Der Hauptgedanke des langsamen Satzes ist „deutlich aus dem Gestus des Hauptthemas im ersten Satz entwickelt“, ein poetischer f-Moll-Abschnitt bringt eine Hornkantilene über marschartiger Pizzicato-Begleitung. Es herrscht ein „fast durchgehende[r] choralartige[r] Tonfall“. Das ursprünglich als Adagio konzipierte Andante prägt Bruckners Typus langsamer Sätze aus mit zwei Themen, die gesteigerte, variierte Wiederholung im zweiten Abschnitt lässt sich als Durchführung lesen. Bruckner zitiert aus seiner Linzer f-Moll-Messe eine Kadenzformel aus dem Benedictus, die „spannungsvolle Erwartung“ weckt und der Wiederholung des Themas einen weihevollen Charakter verleiht.

### 3. Satz: Scherzo. Mäßig schnell – Trio. Gleiches Tempo
Ein „etwas klobige[s]“ Unisono-Thema bildet einen „krasse[n] Gegensatz“ zum Andante und „nimmt im Charakter das Hauptthema des Finales vorweg“. Das ländlerartige Trio bietet „Idylle contra Eruption“. Scherzo und Trio bilden Sonatenformen mit je nur einem Thema aus, erstmals in Bruckners Sinfonienschaffen ist hier diese Eigentümlichkeit so klar ausgeprägt, allerdings gibt es im Gegensatz zu späteren Lösungen noch die Wiederholungen der Expositionen und der zweiten Teile sowie nach der Wiederkehr des Scherzo eine Coda, deren Wucht einer „Rohform des triumphalen Finalschlusses“ gleicht.

### 4. Satz: Finale. Ziemlich schnell
Die bereits aus dem Kopfsatz bekannte „komplexe Dialektik“ zwischen motivischen Beziehungen und rhythmischer Figur der Fanfare wird im Finale ergänzt um die Einbeziehung des Kopfsatz-Hauptthemas und die Einbringung eines eigenen Hauptthemas in die Steigerungsdramaturgie, worauf Bruckner in seinen weiteren Sinfonien verzichtete. Das erste Thema entwickelt aus Skalengängen einen Klangstrom, das zweite, „blechgepanzerte“ ist das „eigentlich zentrale“ des Satzes, das dritte als „Doppelthema“ angelegt. An derselben formalen Position wie im Kopfsatz wird wieder ein Zitat gebracht, diesmal aus dem Kyrie von Bruckners f-Moll-Messe, eventuell in der Absicht, „ein weitmaschiges Netz motivischer Beziehungen über das Werk zu legen und dieses sogar über dessen Grenzen hinausreichen zu lassen“. In triumphierendem C-Dur münden die „grandiose[n] Steigerungen“ in der Coda, der Finalsatz erhält zunehmende Bedeutung, was gemeinsam mit der „Konzeption der Themen und der Entwicklungen über alle Sätze“ die Sinfonie zum ersten Repräsentanten des „Typs“ der Bruckner-Sinfonie macht.

## Diskografie (Auswahl)

### Fassung 1872
- 1991: Kurt Eichhorn, Bruckner Orchester Linz – Camerata
- 1996: Georg Tintner, RTÉ National Symphony Orchestra – Naxos
- 2006: Simone Young, Philharmoniker Hamburg, Edition W. Carragan 2005, 2006 – Oehms Classics SACD
- 2011: Gerd Schaller, Philharmonie Festiva (live) – Profil Edition Günter Hännsler
- 2012: Herbert Blomstedt, Gewandhausorchester Leipzig – Querstand SACD

### Fassung 1873
- 1991: Kurt Eichhorn, Bruckner Orchester Linz – Camerata

### Fassung 1876
- 1991: Kurt Eichhorn, Bruckner Orchester Linz – Abruckner.com BSVD-0103

### Fassung 1877

#### Haas-Edition
- 1944: Georg Ludwig Jochum, Reichs-Bruckner-Orchester (Linz) – Urania/div. Labels
- 1951: Franz Konwitschny, Rundfunk-Sinfonieorchester Berlin (live) – Berlin Classics
- 1953: Volkmar Andreae, Wiener Symphoniker – Amadeo
- 1969: Bernard Haitink, Concertgebouw-Orchester – Philips
- 1973: Horst Stein, Wiener Philharmoniker – Decca
- 1981: Günter Wand, Kölner Rundfunk-Sinfonie-Orchester – Deutsche Harmonia Mundi/BMG
- 1988: Eliahu Inbal, Radio-Sinfonie-Orchester Frankfurt – Teldec
- 1996: Christoph Eschenbach, Houston Symphony Orchestra (live) – Koch

#### Nowak-Edition
- 1966: Eugen Jochum, Symphonieorchester des Bayerischen Rundfunks – Deutsche Grammophon
- 1974: Carlo Maria Giulini, Wiener Symphoniker – EMI/Wiener Symphoniker
- 1980: Eugen Jochum, Staatskapelle Dresden – Eterna/EMI
- 1981: Herbert von Karajan, Berliner Philharmoniker – Deutsche Grammophon
- 1999: Stanisław Skrowaczewski, Rundfunk-Sinfonieorchester Saarbrücken – Arte Nova/Oehms Classics
- 2004: Hiroshi Wakasugi, Rundfunk-Sinfonieorchester Saarbrücken – Arte Nova

#### Carragan-Edition
- 1997: Daniel Barenboim, Berliner Philharmoniker – Teldec
- 2019: Christian Thielemann, Wiener Philharmoniker – Sony
- 2023: Markus Poschner, Bruckner Orchester Linz – Capriccio

### Fassung 1892
- 1965: Hermann Scherchen, Toronto Symphony Orchestra – Disco Archivia CD